# Дује (Француска)
Дује (фр. Douillet) насеље је и општина у западној Француској у региону Лоара, у департману Сарт која припада префектури Мамер.
По подацима из 2011. године у општини је живело 322 становника, а густина насељености је износила 16,96 становника/km². Општина се простире на површини од 18,99 km². Налази се на средњој надморској висини од 110 метара (максималној 164 m, а минималној 72 m).

## Демографија
| 1962. | 1968. | 1975. | 1982. | 1990. | 1999. | 2011. |
| ----- | ----- | ----- | ----- | ----- | ----- | ----- |
| 554   | 533   | 454   | 384   | 328   | 278   | 322   |

График промене броја становника у току последњих година